# Vater-Kind-Forschung
Dieser Artikel wurde auf der Qualitätssicherungsseite des Wikiprojekts Psychologie eingetragen. Dies geschieht, um die Qualität der Artikel aus dem Themengebiet Psychologie zu verbessern. Dabei werden Artikel verbessert oder auch zur Löschung vorgeschlagen, wenn sie nicht den Kriterien der Wikipedia entsprechen. Hilf mit bei der Verbesserung und beteilige dich an der Diskussion im Projekt Psychologie.
Die Vater-Kind-Forschung oder Väterforschung widmet sich u. a. der Erforschung der Bedeutung der Vater-Kind-Beziehung und der Entwicklung der Väterrolle in der Gesellschaft. Ein besonderes Augenmerk der Forschung liegt auf dem Einfluss, den Väter auf die Persönlichkeitsentwicklung ihrer Kinder haben.
Inge Seiffge-Krenke unterscheidet zwei Phasen der Väterforschung. In der ersten Phase konzentrierte man sich auf den Nachweis, dass Väter distante, periphere Figuren in der Kindererziehung sind, die in Familienangelegenheiten nicht involviert sind. In der zweiten Phase stand die wahrgenommene Ähnlichkeit zwischen Vater und Mutter im Vordergrund, Aktivitäten von Vater und Mutter in Bezug auf das Kind wurden verglichen.
Wassilios E. Fthenakis publizierte im Jahr 1985 Zur Psychologie der Vater-Kind-Beziehung und 1988 Zur Vater-Kind-Beziehung in verschiedenen Familienstrukturen. Diese beiden Bücher lieferten im deutschsprachigen Raum eine erste umfassende Analyse des internationalen Forschungsstands zu den personalen Beziehungen zwischen Vater und Kind.